# Chuck Behler
Chuck Behler est né le 13 juin 1965 à Livonia, dans le Michigan est un musicien américain. Il est le batteur du groupe Megadeth de 1987 à 1989 et, enregistre avec eux l'album So Far, So Good... So What! en 1988.

## Biographie
Chuck Behler joue dans les plusieurs groupes de Détroit, dont Street Elite et Erebus avant de rejoindre Megadeth en 1987. Il est engagé par le leader du groupe Dave Mustaine pour remplacer Gar Samuelson, dont l était le technicien de batterie sur les tournées. Après l'enregistrement de So Far, So Good... So What! en 1988, Behler est licencié par Mustaine pour sa cocaïnomanie. Il est remplacé par son propre technicien de batterie, Nick Menza.
il devient par la suite batteur des groupes The Meanies et Motor City Freaks.

## Lienx externes
- AllMusic
- Discogs
- Encyclopaedia Metallum